# Retablo mayor de la Iglesia de Santa María Magdalena (Matapozuelos)
El retablo mayor de la Iglesia de Santa María Magdalena es una obra realizada aproximadamente entre 1592 y 1596 por Leonardo de Carrión y transformada entre 1597 y 1600 por Benito Celma, Baltasar Monje Díaz y, posiblemente, Pedro de la Cuadra. Está ubicado en la Iglesia de Santa María Magdalena de Matapozuelos, en Valladolid (Castilla y León, España).

## Historia

### Origen
El templo ya contaba en 1522 con un retablo mayor realizado en «yeso y pintado con la imagen de la Magdalena de bulto, con las imágenes de San Pedro y Santa Brígida de bulto con un guardapolvo».: 422–423  No obstante, en torno a 1550 el beneficiado Juan de Inaraja dispuso que un retablo dedicado a Cristo crucificado, entonces sin policromar, fuese dorado en Valladolid para ser posteriormente emplazado tras el altar con el fin de que fungiese como retablo mayor mientras se aguardaba la posibilidad de construir uno nuevo. Este retablo, en el dudoso caso de haber sido instalado en el trasaltar puesto que los herederos de Inaraja se negaban a hacer entrega del mismo, fue reemplazado en 1601 bien por su reducido tamaño o bien por su mal estado de conservación, colocándose en su lugar el retablo fabricado por Carrión.: 264 

### Retablo original
La vecina de Matapozuelos y viuda de Francisco Alonso, Ana Sanz, quien en su testamento, firmado el 21 de mayo de 1602 ante el escribano Juan de Ortiz, declaró «no tener hijos ni herederos, descendientes ni ascendientes, ni espero mediante naturaleza poderlos haber ni tener por ser mujer muy vieja de edad de más de setenta años», legó una parte de su considerable fortuna (5000 ducados) para la hechura de un retablo el cual comisionó en 1592 a Carrión, oriundo de Medina del Campo: 57–58  y en aquel entonces de edad avanzada (Sanz moriría seis años después de la firma del testamento, el 8 de diciembre de 1608). La obra fue encargada para ser asentada y puesta «en el sitio, parte e lugar que la dicha Ana le pareciere», instalándose la pieza en un altar colateral en el lado del evangelio de la capilla mayor.: 264–265  Por expreso deseo de Sanz, tal vez influenciada por el visitador de la diócesis, el retablo fue trasladado a la zona central de la capilla mayor «para que el culto divino fuera más honrado e reverenciado», aunque debido a sus medidas la traza de la obra debió ser reformada a la vez que se le incorporó un basamento lo bastante esbelto como para que la pieza quedase lo suficientemente resaltada, guardando al mismo tiempo la proporción debida con respecto al presbiterio.: 265 
Para la elaboración del retablo Carrión debió seguir una serie de pautas plasmadas en el contrato de ejecución: en la caja principal debía ubicarse una imagen de «San Francisco de la forma e manera que está puesto y hecha su imagen en el Monasterio de San Francisco de Medina del Campo», mientras que en otra caja debían disponerse «las figuras de Santa Ana y de Nuestra Señora con su Hijo en los brazos», siendo las tallas de San Francisco y Santa Ana emplazadas en el retablo por ser los santos titulares (onomásticas) de Sanz y su difunto esposo. No se sabe si fue el propio Carrión el encargado de realizar la parte escultórica, aunque lo más probable es que la misma fuese llevada a cabo por otro artista debido a la muerte de Carrión hacia 1596, apreciándose en la obra la intervención de varios entalladores; tanto el Calvario como las figuras de Fe y Caridad fueron elaboradas con un marcado estilo arcaico, mientras que el resto de la escultura emplazada en la zona primitiva fue ejecutada por alguien próximo a Francisco del Rincón. Por su parte, el diseño original replicaba fielmente el modelo reflejado en el retablo mayor de la Iglesia de San Miguel de Medina del Campo, obra de Carrión en 1566, ya que a ambos lados se hallaban unas monumentales columnas acanaladas de una sola pieza, apoyadas en tarjetas y coronadas por las imágenes de Fe y Caridad, mientras que la figura de Dios Padre se cobijaba «debaxo de un toldo».: 265 

### Reforma
En 1597, al tomarse la decisión de convertir esta pieza en el retablo mayor, se acordó someter la obra a un ensanchamiento y ampliación, labores ejecutadas por Benito Celma; se añadió un primer cuerpo compuesto por seis pilares estriados de orden jónico con friso y entablamento, colocándose encima el retablo de Carrión, el cual debió ensancharse eliminando las monumentales columnas de los extremos, procediéndose además a reformar la cúspide. Por su parte, en el cuerpo principal se dispusieron cinco cajas para albergar las imágenes de bulto redondo de Santa María Magdalena (dorada en 1611) y los cuatro Padres de la Iglesia de Occidente (San Jerónimo, San Gregorio, San Ambrosio y San Agustín), añadiendo Celma al segundo cuerpo dos calles laterales con imágenes de San Pedro y San Pablo sobre pedestales, cada uno decorado en el frente con los relieves de Justicia y Esperanza. La muerte de Celma a finales de 1598 supuso un contratiempo de gran importancia, quedando el batidor de oro Baltasar Monje Díaz, fiador de Celma en el contrato, obligado en marzo de 1599 a concluir la obra. Monje declaró el 22 de febrero de 1601 que su labor estaba terminada y que el retablo ya había sido tasado, hecho corroborable en una inscripción pintada encima de los nichos que cobijan las imágenes de San Gregorio y San Jerónimo: «ESTE RETABLO IZO LA ONRADA SEÑORA ANA SANZ QUE FVE DE FRANCISCO ALONSO. A SE LA DE DECIR VNA MISA CANTADA SOLENE» encima de San Jerónimo y «CON SV RESPONSO DIA DE SANTA ANA PERPETVAMENTE A COSTA DE LOS BIENES DE LA FABRICA DESTA YGLESIA. ANO. D. 1600» sobre San Gregorio.: 265–266 
En las cuentas relativas a 1601 figuran diversas cantidades «por quitar los azulejos para asentar el retablo, abrir los cimientos, asentar y hacer el pedestal», siendo el lienzo con el que se tapó adquirido por Monje, mientras que en 1600 el ensamblador Diego Basoco recibió un pago por «hacer la caxa en Blanco de la custodia del Santísimo», comprándose a Mateo de Bracicorto en 1660 un tabernáculo para el monumento el cual fue dorado en 1663 por Gaspar del Pozo. Respecto a la parte del retablo que Celma dejó sin hacer, esta no se puede atribuir con total seguridad a ningún escultor, aunque muy posiblemente su autoría se deba a Pedro de la Cuadra, correspondiéndose esta parte con los relieves presentes en el banco, la imagen titular, los relieves de Justicia y Esperanza y las tallas de San Pedro y San Pablo.: 265–266  Juan José Martín González atribuyó en 1968 las imágenes de los Padres de la Iglesia a Adrián Alvarez;: 151  estas figuras guardan importantes semejanzas con las creadas en 1589 para el retablo de los jesuitas de Valladolid (actualmente en el Museo Nacional de Escultura) y con las tallas del retablo de la Iglesia de Santiago El Real en Medina del Campo, lo que podría hacer pensar que Celma subcontrató estas piezas a Álvarez o que ambos trabajaron de forma conjunta, si bien la muerte de Álvarez en 1599 echa por tierra esta posibilidad.: 265–266 

## Descripción
El retablo fue descrito en 1603 como «un retablo mayor muy bueno, dorado, de mucho coste con mucha imagineria de talla».: 266–267  La estructura se compone de banco, tres cuerpos con cinco calles y ático; en el primer cuerpo se hallan seis pilares con estrías en diagonal apoyados sobre basas y coronados por capiteles de orden jónico, mientras que en el segundo cuerpo y el tercero destacan un total de doce columnas con estrías en vertical también apoyadas sobre basas aunque coronadas por capiteles corintios, estando el ático sustentado por una pareja de atlantes (esta disparidad de formas y en general la falta de armonía del conjunto son consecuencia de la intervención de diferentes artistas). 

### Banco y primer cuerpo
En el banco figuran un total de cuatro relieves con imágenes de la Anunciación, la Natividad, la Adoración de los Reyes Magos y la Presentación en el Templo, separados entre sí por ménsulas que soportan los pilares del primer cuerpo (las de los extremos decoradas en el frente con la cabeza de un querubín y las contiguas con la cabeza de un carnero), hallándose en medio un tabernáculo presidido por un crucifijo. El primer cuerpo se compone de cinco cajas: las de los extremos están coronadas por frontones clásicos en relieve; las emplazadas en las entrecalles cuentan con una hornacina en arco de medio punto y sobre ellas inscripciones relativas a la financiación de la obra y el año de su terminación; y la del centro consiste en un sencillo nicho rectangular. En este cuerpo se sitúan, de izquierda a derecha, San Ambrosio, San Jerónimo, Santa María Magdalena, San Gregorio y San Agustín;: 140  la imagen de la Magdalena aparece sosteniendo un frasco de perfume en referencia a la unción de Jesús, mientras que la pose de la mano derecha de la talla de San Ambrosio indica que probablemente sostenía un báculo en señal de su papel como obispo de Milán.

### Segundo cuerpo
El segundo cuerpo, separado del primero por un entablamento liso decorado con roleos vegetales, posee una estructura un tanto peculiar debido a que en él se halla el primer cuerpo de la pieza original de Carrión encastrado en la obra de Celma. Esta sección la componen tres relieves en la zona central con las imágenes de izquierda a derecha de la Venida del Espíritu Santo, la Estigmatización de San Francisco y el Abrazo en la Puerta Dorada, mientras que bajo ellas, en lo que constituía la predela original, figuran los relieves, también de izquierda a derecha, de San Mateo, San Juan, San Lucas y San Marcos, formando las tallas de San Juan y San Lucas parte del mismo relieve, flanqueado a su vez por las imágenes también en relieve de Fe y Caridad, emplazadas en los netos de los pilares que enmarcan la escena de la Estigmatización de San Francisco. En los extremos, parte correspondiente a la obra de Celma, se hallan a distinto nivel horizontal nichos de medio punto enmarcados por pilastras y presididos por las tallas de San Pedro a la izquierda y San Pablo a la derecha, hallándose bajo la imagen de San Pedro un relieve de Esperanza, reconocible por portar un ancla, y bajo la talla de San Pablo un relieve de Justicia, caracterizada por sujetar una espada.: 140 

### Tercer cuerpo y ático
En el tercer cuerpo, separado del segundo por un entablamento quebrado, se halla el segundo cuerpo de la obra original de Carrión encajado en la parte correspondiente a Celma; en él destacan en las entrecalles relieves de la Lamentación sobre Cristo muerto y la Flagelación, con el centro presidido por un Calvario bajo un arco carpanel el cual sobrepasa notablemente las dimensiones de este cuerpo y quiebra de forma abrupta la cornisa. En los extremos figuran a distinto nivel horizontal nichos rectangurales con imágenes de la Virgen con el Niño y San Juanito a la izquierda y la Magdalena penitente a la derecha, esta última vestida con piel de camello y en actitud orante. Respecto al ático, este se compone de tres estructuras independientes unidas por aletones: las de los lados exhiben un medallón flanqueado por volutas y rematado por un frontón clásico, mientras que la estructura del centro muestra un relieve de Dios Padre coronado por un frontón triangular rematado por pináculos.: 140 

## Atribución
Considerando la profunda reforma estructural a la que fue sometido el retablo y la cantidad de artistas que intervinieron en él, se puede realizar la siguiente atribución:
| Leonardo de Carrión | Benito Celma y Baltasar Monje Díaz                                                                                        | Pedro de la Cuadra (atribución no definitiva) |
| --- | --- | --- |
| Arquitectura del retablo primitivo: parte central del ático y la calle central y entrecalles del segundo y tercer cuerpo. | Arquitectura de la reforma: banco, primer cuerpo, extremos del segundo y tercer cuerpo y estructuras laterales del ático. | - Relieves: - Anunciación - Natividad - Adoración de los Reyes Magos - Presentación en el Templo - Esperanza - Justicia - Tallas de bulto redondo: - Santa María Magdalena - San Pedro - San Pablo |

El resto (las imágenes de San Ambrosio, San Jerónimo, San Gregorio, San Agustín, la Virgen con el Niño y San Juanito, la Magdalena penitente, la Venida del Espíritu Santo, la Estigmatización de San Francisco, el Abrazo en la Puerta Dorada, la Lamentación sobre Cristo muerto, la Flagelación, el Calvario, Dios Padre, Fe y Caridad) permanece como obra de autoría anónima, si bien algunas fuentes atribuyen los relieves del banco a Adrián Álvarez.: 140 

## Restauración
El retablo fue sometido a un proceso de restauración entre agosto de 2015 y julio de 2016. Con un presupuesto de 93 500 euros y perteneciente al plan de intervención de la Diputación de Valladolid para el año 2015 (las licitaciones fueron publicadas en el Boletín Oficial de Valladolid del 11 de mayo de dicho año), la reparación fue acometida por la empresa Uffizzi, estando el equipo de restauración formado por María Bermejo Rodríguez, Lourdes Ruiz Fernández, Javier Román García y Alicia Guerra Ibáñez, quienes contaron con la participación del ebanista Jesús Javier Aragón Rojo. Las tareas comenzaron con la instalación de un andamio debido a que el retablo fue reparado in situ, procediéndose a continuación a una limpieza y aspiración de sedimentos y polvo al tiempo que se acometía una fijación de carácter urgente para salvar la policromía original, la cual corría peligro de desprenderse. Durante los trabajos se hallaron zonas con levantamiento de la pintura, sobre todo en los relieves, con varias láminas de oro levantadas de la madera, llevándose a cabo posteriormente una limpieza química. Seguidamente se procedió a efectuar una consolidación de carácter interno para reforzar el soporte, inyectándose para ello un consolidante en los huecos y en zonas con ausencia de policromía; una vez hecho esto se repitió el mismo proceso en un área donde se detectó un antiguo ataque de xilófagos (ya inactivos), desinsectándose la zona.
En lo que respecta a la reconstrucción volumétrica, se llevó a cabo un saneamiento de aquellas áreas que presentaban abrasión, reconstruyéndose zonas faltantes a la vez que se encolaron partes fragmentadas. También se rellenaron orificios con trozos delgados de madera (enchuletado) y se sellaron grietas con el fin de frenar todo lo posible la distorsión de la policromía, cerrándose de esta forma un foco de deposición de partículas de polvo. A mayores se repararon desajustes de tipo estructural así como los sistemas de anclaje a la pared, respetándose los machones de madera existentes dada su importancia histórica, los cuales quedaron meramente de adorno ya que la sujeción pasó a depender de los tensores metálicos y las varillas colocadas durante la restauración. Todos los anclajes de metal fueron a su vez examinados, retirándose aquellos que suponían un perjuicio para la madera a nivel tanto interno como externo. Algunos elementos metálicos colocados desde el exterior en una intervención pasada fueron eliminados por estar obsoletos, dejando únicamente aquellos cuya retirada podía deteriorar la madera o la policromía debido a su fuerte adherencia; estos elementos fueron sometidos a una limpieza mecánica con cepillos de metal de fibra de vidrio y acero latonado con el fin de eliminar el óxido presente a nivel superficial, aplicándose posteriormente un inhibidor para prevenir la corrosión e impregnándose a continuación la superficie con una película protectora consistente en resina acrílica.
Partiendo de unos análisis, se marcaron unas líneas en donde se testaron diversas soluciones acuosas para eliminar el barniz oxidado y los repintes; con esto se llevó a cabo una exhaustiva cata en la que se mostraba información relativa a las soluciones utilizadas, los métodos usados, los objetivos y los resultados conseguidos. Se emplearon soluciones en función del nivel de penetración (de menor a mayor grado), del tiempo necesario para actuar y del poder de retención en grietas y poros por ser importantes focos de filtración de agentes externos. Una vez practicados los análisis de solubilidad se acometió una limpieza química, cambiando el método de aplicación en función del área a tratar, mientras que en las zonas donde la eliminación resultó más compleja se hizo necesario el empleo de bisturí.
Tras el fin de los trabajos el retablo fue inaugurado en un acto por el presidente de la Diputación de Valladolid Jesús Julio Carnero, quien estuvo acompañado por el obispo auxiliar de la archidiócesis Luis Argüello y el alcalde de Matapozuelos Conrado Íscar.